# Daniel David Palmer

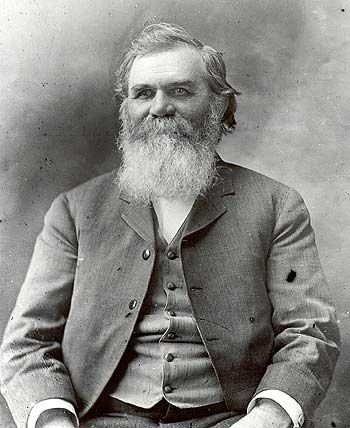
Daniel David Palmer

Daniel David Palmer (ur. 7 marca 1845 w Port Perry, zm. 20 października 1913) – twórca chiropraktyki.
Jednym z jego pierwszych pacjentów był William Harvey Lillard, którego zdrowie Palmer rzekomo przywrócił do równowagi poprzez odpowiednie manipulacje jego kręgosłupem. W 1897 otworzył szkołę Palmer School of Chiropractic, w której uczono technik manualnych bazujących na jego wiedzy. Zmarł w wyniku duru brzusznego.